# Dry county (prawo)

Mapa Stanów Zjednoczonych z zaznaczonymi hrabstwami w których obowiązuje zakaz sprzedaży napojów alkoholowych (czerwone), lub ograniczenia w sprzedaży (żółte)

Dry county (tłum. dosł. suche hrabstwo) – nazwa odnosząca się do tych hrabstw w Stanach Zjednoczonych, w których władze lokalne zakazały sprzedaży jakichkolwiek napojów alkoholowych. Zakaz obejmuje sprzedaż alkoholu zarówno w sklepach, jak i w punktach gastronomicznych, a większość hrabstw znajduje się w tzw. Pasie biblijnym. Zakaz taki obejmuje niektóre hrabstwa w ośmiu stanach Stanów Zjednoczonych. Są to Arkansas, Georgia, Kansas, Kentucky, Mississippi, Dakota Południowa, Tennessee i Teksas. Teren Stanów Zjednoczonych w którym obowiązuje prohibicja obejmuje około 10% powierzchni kraju zamieszkałego przez około 18 mln mieszkańców. W Arkansas restrykcyjne prawo względem alkoholu obowiązuje w 37 z 75 hrabstw.

## Historia
Prohibicja w Stanach Zjednoczonych została wprowadzona przez Kongres w 1919 roku poprzez uchwalenie 18. poprawki do Konstytucji Stanów Zjednoczonych 19 stycznia 1919 roku z jednorocznym okresem karencji. Uchylenie jej przegłosowano, na wniosek ówczesnego prezydenta Franklina Roosevelta, mocą 21. poprawki do Konstytucji Stanów Zjednoczonych 20 lutego 1933 roku. Poprawka weszła w życie 5 grudnia 1933 roku, gdy trzy czwarte stanów ją ratyfikowało. Jednak zniesienie prohibicji nie było jednomyślne i wiele lokalnych społeczności w dalszym ciągu ją wspierało. Mocą lokalnego prawa na poziomie stanu oraz hrabstwa w wielu miejscach ze względu na światopogląd zdecydowano o kontynuacji prohibicji, która przetrwała do czasów obecnych.
Jeszcze w 2003 roku, w Teksasie było 51 całkowicie suchych hrabstw, do roku 2021 ich liczba skurczyła się do 5-ciu.

## Rozmieszczenie hrabstw
Przeciwieństwem dry county są wet county (pl. mokre hrabstwo), w których nie ma ograniczeń w sprzedaży alkoholu wprowadzonych lokalnym prawem. Pośrednim rodzajem hrabstw są moist county, w których istnieją regulacje polegające na zakazie sprzedaży alkoholu w wybranych miejscowościach, miastach, townships i innych mniejszych jednostkach administracyjnych.
| Stan              | Liczba hrabstw                           | Liczba moist county | Liczba dry county | Uwagi                                                                                |
| ----------------- | ---------------------------------------- | ------------------- | ----------------- | ------------------------------------------------------------------------------------ |
| Alabama           | 67                                       | 24                  | 0                 | Prohibicja w pojedynczych miastach i wsiach                                          |
| Alaska            | 19 + 1 (brak hrabstw, podział na okręgi) | 0                   | 0                 | Prohibicja jest w pojedynczych miastach i wsiach                                     |
| Arkansas          | 75                                       | 5                   | 37                |                                                                                      |
| Floryda           | 67                                       | 0                   | 3                 |                                                                                      |
| Georgia           | 159                                      | 0                   | 5                 |                                                                                      |
| Idaho             | 44                                       | 3                   | 0                 |                                                                                      |
| Kansas            | 105                                      | 12                  | 19                |                                                                                      |
| Kentucky          | 120                                      | 30                  | 39                |                                                                                      |
| Massachusetts     | 14                                       | 0                   | 0                 | Zakaz obowiązuje w pojedynczych miastach i miejscowościach                           |
| Michigan          | 83                                       | 0                   | 0                 | Zakaz obowiązuje w pojedynczych miejscowościach i wsiach                             |
| Minnesota         | 87                                       | 0                   | 0                 | Zakaz obowiązuje w rezerwacie Indian Red Lake                                        |
| Mississippi       | 82                                       | 4                   | 16                |                                                                                      |
| New Hampshire     | 10                                       | 0                   | 0                 | Nie ma dry county, a wyjątkiem jest miasto Ellsworth, w którym obowiązuje prohibicja |
| New Jersey        | 21                                       | 0                   | 0                 | Nie ma dry county, lecz są miasta i miejscowości, gdzie obowiązuje prohibicja        |
| Dakota Południowa | 66                                       | 0                   | 1                 |                                                                                      |
| Tennessee         | 95                                       | 69                  | 24                |                                                                                      |
| Teksas            | 254                                      | 38                  | 7                 |                                                                                      |